# Brandon Evans
Brandon Pinto (Newark, 12 giugno 1878 – San Francisco, 3 aprile 1958) è stato un attore statunitense.

## Biografia
Nato nell'Ohio, a Newark, il 12 giugno 1878, fu il secondo marito dell'attrice inglese Elisabeth Risdon, rimasta vedova del regista George Loane Tucker. 
Attore essenzialmente teatrale, Evans nella sua carriera girò anche tre film, tra cui The Emperor Jones, versione cinematografica del lavoro teatrale del 1920 di Eugene O'Neill, dove lavorò accanto a Paul Robeson, protagonista del film e a Billie Holiday, che ha un piccolo ruolo di comparsa.
Evans morì il 3 aprile 1958 a Brentwood, in California.

## Filmografia
- The Emperor Jones, regia di Dudley Murphy (1933)
- Dangerous Intrigue, regia di David Selman (1936)
- Windjammer, regia di Ewing Scott (1937)

## Spettacoli teatrali
- Made in America (Broadway, 14 ottobre 1925)